# Csokvaomány
Csokvaomány község Borsod-Abaúj-Zemplén vármegyében, az Ózdi járásban.

## Fekvése
Az Upponyi-hegységtől nyugatra, tagolt, medencedombsági területen fekszik, a Csernely-patak oldalvölgyében, Miskolctól közúton kb. 50 kilométerre nyugatra, Ózdtól 20 kilométerre délkeletre. A környező települések a mintegy 5 kilométerre fekvő Lénárddaróc, Nekézseny és Sáta; a legközelebbi város Ózd.
Bár a területén áthalad a 2518-as út, belterülete vonatkozásában zsáktelepülésnek tekinthető, mert közúton csak az abból kiágazó 25 119-es számú mellékúton közelíthető meg.
Régebben a 87-es számú Eger–Putnok-vasútvonal is érintette, melyen saját vasúti megállóhellyel (sőt egy időben vasútállomással) rendelkezett, de ezen a szakaszon 2009 végén megszűnt a forgalom. A megállóhely közigazgatásilag Nekézseny területén fekszik, közúti elérését a 2518-as útból kiágazó 25 309-es számú mellékút biztosította.

## Története
A mai település 1943-ban jött létre két, már korábban egybeépült két község, Csokva és Omány egyesítéséből. Mindkét falut az Árpád-korban hozták létre valószínűleg cseh telepesek, mindkettő első említése 1221-ből ismert. A falvak a borsodi várhoz tartoztak.
Csokva az Árpád-kor végén egyházi tulajdonba került, az egri káptalan birtoka lett. A 14. században a falu kihalt, majd újra benépesült.
Omány az Árpád-kor után egy nagybirtokos tulajdonába került. A család a faluról Ományi családnak nevezte magát. A 16. század végén a törökök felgyújtották a falut, ettől kezdve sokáig ritkán lakott település volt.
A 18. századtól mindkét falu lakosságának száma növekedésnek indult, főként miután szénbánya nyílt a közelben.

## Közélete

### Polgármesterei
- 1990–1994: Borbás János (független)[4]
- 1994–1998: Borbás János (független)[5]
- 1998–2002: Borbás János (független)[6]
- 2002–2006: Borbás János (független)[7]
- 2006–2010: Mustos Tibor (független)[8]
- 2010–2014: Mustos Tibor (független)[9]
- 2014–2017: Mustos Tibor (független)[10]
- 2017–2019: Tóth Zsuzsanna (Fidesz)[11]
- 2019–2024: Tóth Zsuzsanna (Fidesz-KDNP)[12]
- 2024– : Tótszegi Istvánné (független)[1]

A településen 2017. október 1-jén időközi polgármester-választást tartottak, az előző polgármester lemondása miatt.

## Népesség
A település népességének változása:
| Lakosok száma | 914  | 903  | 895  | 806  | 721  | 729  | 687  |
|               | 2013 | 2014 | 2015 | 2021 | 2022 | 2023 | 2024 |

2001-ben a település lakosságának döntő többsége magyar nemzetiségűnek vallotta magát, de 6 cigány nemzetiségű lakos is élt a községben.
A 2011-es népszámlálás során a lakosok 89,8%-a magyarnak, 1,8% cigánynak mondta magát (10% nem nyilatkozott; a kettős identitások miatt a végösszeg több lehet 100%-nál). A vallási megoszlás a következő volt: római katolikus 62,6%, református 5,1%, görögkatolikus 0,7%, evangélikus 0,2%, felekezeten kívüli 7,6% (23,1% nem válaszolt).
2022-ben a lakosság 89,9%-a vallotta magát magyarnak, 2,6% cigánynak, 0,7% németnek, 0,1% szlováknak, 0,1% szlovénnek, 3,2% egyéb, nem hazai nemzetiségűnek (8,6% nem nyilatkozott; a kettős identitások miatt a végösszeg nagyobb lehet 100%-nál). Vallásuk szerint 43,7% volt római katolikus, 5,1% református, 0,6% görög katolikus, 1,4% egyéb keresztény, 0,1% evangélikus, 9,7% felekezeten kívüli (38% nem válaszolt).